# ルエナ
ルエナ（ポルトガル語：Luena）は、アンゴラ共和国東部のモシコ州の州都である。内陸の都市ながら、ベンゲラ鉄道の通り道に当たり、交通の要衝である。まだポルトガル海外州であった時代の1970年代序盤まではルソ（ポルトガル語：Vila Luso）と呼ばれていた。なお、アンゴラは1975年11月に独立を宣言したものの、間もなく内戦状態に陥った。

## 歴史
20世紀初頭から建設が進められた、コンゴの銅などをアンゴラの海岸へと運んだベンゲラ鉄道により栄えた。ポルトガルによって植民地支配されていた時代に建設された都市の区画やアカシアの街路樹は、21世紀の今日も残り、かつての面影を伝えている。
1970年代から激化したアンゴラ内戦時には、ベンゲラ鉄道が通過する要衝として親アメリカ派のアンゴラ全面独立民族同盟 (UNITA) が掌握していたものの、1976年にはキューバの軍事支援に支えられたアンゴラ全面独立民族同盟 (UNITA) による砲撃を受けて激戦地となった。内戦の結果、ベンゲラ鉄道は大きな損害を被った。

## 交通

### 鉄道
- ベンゲラ鉄道

### 空港
- ルエナ空港（英語版）